# Gustav Otto von Rehekampff

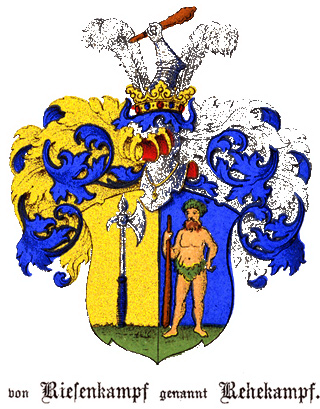
Wappen der Adelsfamilie von Riesenkampff-Rehekampff

Gustav Otto von Rehekampff (vormals: Gustav Otto von Riesenkampff genannt Rehekampff, * 27. Oktober 1730 in Oisu (Estland); † 9. Dezember 1812) war ein deutsch-baltischer Adliger, Herr auf Oisu und Kerrefer. Er stammte aus einem alten Hildesheimer Geschlecht und wurde 1780 in den Reichsritterstand erhoben, er diente als Major in der königlich-schwedischen Armee.

## Geschichte
Gustav Otto Riesenkampff wurde zuerst 1780 als „Riesenkampff genannt Rehekampff“ in den römischen Reichsadelsstand erhoben und 1783 in die Adelsmatrikel der estländischen Ritterschaft eingetragen. Von nun an führten er und seine Nachkommen den Namen „von Rehekampff“. 1845 wurden die Rehekampffs in die Adelsmatrikel der öselschen Ritterschaft aufgenommen.

## Familie
Sein Vater war der schwedische Kapitän Reinhold Johann Riesenkampff (1739 in Reval beerdigt), der mit Sophie Elisabeth von Helwig verheiratet war.
Gustav Otto von Rehekampff heiratete in erster Ehe Anna Wilhelmine von Rehbinder (* um 1747; † 1786 in Oisu), hieraus erwuchsen:
- Sophie Charlotte von Rehekampff (16. November 1770 in Oisu; † 10. Juli 1840 in Sankt Petersburg) ⚭ Karl Bogislaus von Wangenheim (1747–1805), Major, Präsident der Revaler Rechtspflege
- Karl Reinhold von Rehekampff (* um 1766; † 23. August 1809 in Reval), Hakenrichter und Titularrat (unverheiratet)[2]
- Johann Fabian von Rehekampff (20. August 1775 in Oisu; † nach 1837) ⚭ Beate Charlotte von Nasackin (1773–1810)
- Hans Wilhelm von Rehekampff (20. September 1777 in Oisu; † 21. April 1826 in Tuula[3]), Herr auf Thula, Gardeoffizier ⚭ Anna Charlotte Meissner (* 1781)

In eine Ehe war er ab 1789 mit Elisabeth von Ungern-Sternberg (* um 1765; † um 1799) verheiratet, ihr Sohn war:
- Friedrich Gustav Theodor von Rehekampff (19. Dezember 1789 in Oisu; † 12. März 1858 in Reval) ⚭ Johanna Elisabeth von Ungern-Sternberg (1799–1870), Landgerichtsrat und Hofrat.